# Trjochretschny
Trjochretschny (russisch Трёхречный) ist ein Dorf (chutor) in Südrussland. Es gehört zur Republik Adygeja und hat 582 Einwohner (Stand 2019). Im Ort gibt es 1 Straße. Trjochretschny liegt 37 km nordöstlich von Tulski (dem Verwaltungszentrum des Bezirks) auf der Straße. Kuschorskaja ist der nächstgelegene ländliche Ort.